# Chrysotus subfemoratus
Chrysotus subfemoratus är en tvåvingeart som beskrevs av Frey 1940. Chrysotus subfemoratus ingår i släktet Chrysotus och familjen styltflugor.
Artens utbredningsområde är Madeira. Inga underarter finns listade i Catalogue of Life.